# Dihammaphora chaquensis
Dihammaphora chaquensis är en skalbaggsart som beskrevs av Bosq 1951. Dihammaphora chaquensis ingår i släktet Dihammaphora och familjen långhorningar. Inga underarter finns listade i Catalogue of Life.